# Masnedsund
Masnedsund er farvandet mellem det sydligste Sjælland ved Vordingborg og øen Masnedø. Sundet krydses af Masnedsundbroen, som sammen med Storstrømsbroen mellem Masnedø og Falster er bindeled for såvel tog- som biltrafik mellem Sjælland og Falster.
"Masnedsund" betegner tillige de sydligste kvarterer af Vordingborg, blandt andet med industri- og lystbådehavn, boligkvarteret Ore med Ore Strand og andre boligområder og småindustrier. Vordingborgs første jernbanestation lå lidt nord for den nuværende Vordingborg Station mens Sydbanen endestation blev anlagt i Vordingborgs havneforstad Masnedsund i 1870 med forbindelse mod nord til Næstved, Køge og Roskilde (Sydbanen). Efter at den første Masnedsundbro åbnede i 1883, kørte togene også til Masnedø med adgang til færgeforbindelse til Falster, og fra 1897 fik stationen forbindelse med Kalvehavebanen. I forbindelse med åbningen af Storstrømsbroen og den nye Masnedsundbro i 1937 åbnede den nye Vordingborg Station i den nordlige del af byen, og Masnedsund Station mistede efterhånden sin betydning.
Et andelssvineslagteri eksisterede i bydelen mellem 1889 og 1988. I 1937 åbnede en lokal biograf, Kino, som dog måtte flytte til et andet sted i byen efter fem år. Den tidligere Masnedsund Skole på Orevej blev i 1980 overtaget af den private Rudolf Steiner-skole.
Som erstatning for mange lukkede industrivirksomheder i Masnedsund arbejder Vordingborg nu på at udvikle boliger og servicevirksomheder i og omkring havnen.
54°59′45″N 11°53′30″Ø / 54.99583°N 11.89167°Ø